# Diospyros venosa
Diospyros venosa là một loài thực vật có hoa trong họ Thị. Loài này được Wall. ex A.DC. mô tả khoa học đầu tiên năm 1844.